# Sproat Lake
Sproat Lake är en sjö i Kanada.   Den ligger i provinsen British Columbia, i den sydvästra delen av landet, 3 700 km väster om huvudstaden Ottawa. Sproat Lake ligger 34 meter över havet. Arean är 41 kvadratkilometer. Den sträcker sig 6,5 kilometer i nord-sydlig riktning, och 23,0 kilometer i öst-västlig riktning.
Runt Sproat Lake är det mycket glesbefolkat, med 3 invånare per kvadratkilometer.